# Gorilla Biscuits
Gorilla Biscuits sind eine US-amerikanische Hardcore-Band aus New York. Sie wurden Ende der 1980er-Jahre gegründet, sind Teil der Straight-Edge-Szene und gehören zu den einflussreichsten und erfolgreichsten Bands dieses Genres.

## Geschichte
Gorilla Biscuits wurden 1986 gegründet, als Arthur Smilios und Nick Drysdale Anthony "Civ" Civarelli trafen, während sie beide dieselbe High School in Queens, New York, besuchten.
Die Band veröffentlichte 1989 das Album Start Today und löste sich anschließend auf.
2005 wurden die ehemaligen Mitglieder der Gruppe ebenso wie andere Künstler von den Betreibern des Clubs CBGB gebeten, eine Show zu spielen, um die Kosten eines Rechtsstreits des Clubs abzufedern. In der Folge fand die Band wieder zusammen und ging 15 Jahre nach der Auflösung im Jahre 2006 auf eine US-Tour – das einzige Album Start Today wurde in einer um Bonusaufnahmen erweiterten Version wiederveröffentlicht.
2007 fand die erste Europatour seit 16 Jahren statt. Im Frühjahr 2016 absolvierte die Band zusammen mit Modern Life Is War, Touché Amoré und GWLT eine weitere Europatour. Im Februar 2019 starb Gitarrist Brown, der zuvor ein Aneurysma erlitten hatte.
Das deutschsprachige Online-Magazin laut.de setzte die Gorilla Biscuits 2018 in seiner globalen Liste „Die 30 besten Hardcore-Bands“ auf Platz 6.

## Diskografie
- 1988: Gorilla Biscuits (EP, Revelation Records)
- 1989: Start Today (Revelation Records)
- 1992: A New Direction (EP, Flex! Records)